# Доктрина Ґедройця-Мєрошевського
Доктрина Ґедройця-Мєрошевського (інколи Доктрина Ґедройця) — геополітична доктрина що базується на протистоянні російській імперській загрозі силами незалежних, але об'єднаних в тісний політичний і економічний союз Польщею, Україною, Литвою, Білоруссю. Була виявом геополітичної думки інтелектуалів польської еміграції після Другої світової війни. Доктрина Ґедройця-Мєрошевського є по суті модифікованою та демократично переосмисленою ідеєю «Міжмор'я». Доктрина отримала широку підтримку інтелектуалів багатьох країн світу, але у той самий час викликала жорстку критику прихильників польського імперіалізму та проросійських поляків. Авторами доктрини стали польські публіцисти Єжи Ґедройць і Юліуш Мєрошевський. Доктрина була викладена на сторінках популярного польського емігрантського журналу Kultura, що виходив у 1947—2000 роках, остаточно сформувалась і набула популярності доктрина у 1970-х роках. Доктрина Ґедройця-Мєрошевського справила і справляє значний вплив на зовнішню політику демократичної Польщі після 1989 року, добре це помітно на прикладі сучасних польсько-білоруських відносин. Польська держава жорстко критикує проросійський тоталітарний режим Лукашенка в Білорусі, але у той самий час польська держава підтримує діяльність білоруських патріотичних організацій наприклад фінансує і організовує діяльність єдиного незалежного білоруськомовного телевізійного каналу Белсат.

## Пункти доктрини
1. Визнання та підтримка Польщею національних рухів за незалежність України, Литви і Білорусі.
2. Визнання Польщею сучасних кордонів цих держав, цілковита відмова від будь-яких територіальних претензій до них.
3. Відмова від ідей польського імперіалізму та ідей польської експансії.
4. Підтримка Польщею патріотичних рухів в зазначених країнах.
5. Створення міцного політичного та економічного союзу між Польщею, Україною, Литвою та Білоруссю.
6. Геополітичне протистояння вказаного союзу російській загрозі, протистояння російському імперіалізму та тоталітаризму.
7. Констатація того що російський імперіалізм та тоталітаризм є головною загрозою країнам Європи.